# Rezerwat przyrody Las Cieliczański
Rezerwat przyrody Las Cieliczański – leśny rezerwat przyrody położony we wschodniej części województwa podlaskiego, na terenie gminy Gródek oraz gminy Supraśl, w powiecie białostockim. Celem ochrony rezerwatu jest zachowanie fragmentu Puszczy Knyszyńskiej z licznymi, cennymi zbiorowiskami leśnymi o charakterze naturalnym, reprezentowanymi głównie przez grądy z rzadkim w naszych lasach wiązem górskim, bory mieszane i olsy.

## Opis
Rezerwat przyrody Las Cieliczański utworzony został 29 sierpnia 1990 na mocy zarządzenia Ministra Ochrony Środowiska, Zasobów Naturalnych i Leśnictwa z dnia 25 czerwca 1990. Rezerwat znajduje się na gruntach będących własnością Skarbu Państwa, administrowanych przez Regionalnego Dyrektora Ochrony Środowiska w Białymstoku. Rezerwat położony jest na granicy Nadleśnictwa Żednia i Dojlidy, w granicach Parku Krajobrazowego Puszczy Knyszyńskiej.